# Kawanishi H8K

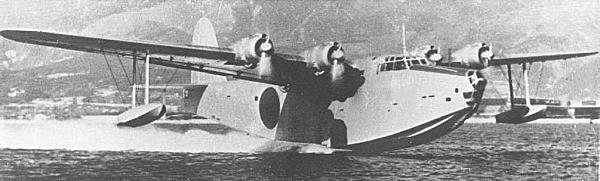
L'H8K in fase di decollo.

Il Kawanishi H8K (二式飛行艇? Idrovolante tipo 2) (nome in codice alleato Emily) era un idrovolante multiruolo quadrimotore ad ala alta e a scafo centrale prodotto dall'azienda giapponese Kawanishi Kōkūki KK dalla fine degli anni trenta e impiegato dalla Dai-Nippon Teikoku Kaigun Kōkū Hombu, l'aviazione navale della Marina imperiale giapponese, durante la seconda guerra mondiale.

## Storia del progetto
Nel 1938, quando il suo predecessore H6K stava entrando in servizio operativo, la Marina imperiale ordinò alla Kawanishi di sviluppare in nuovo idrovolante caratterizzato dalle grandi dimensioni e dall'elevato raggio d'azione. L'ufficio tecnico realizzò un idrovolante a scafo centrale ad ala alta dalle dimensioni imponenti equipaggiato con quattro motori radiali che assunse la designazione "Idrovolante tipo 2". Il prototipo venne portato in volo per la prima volta nel gennaio 1941 dimostrando le ottime qualità che lo contraddistinsero nelle versioni di serie tranne che nella scarsissima manovrabilità in fase di flottaggio ed ammaraggio, Dopo il necessario intervento che interessò il disegno dello scafo, i successivi esemplari modificati vennero giudicati idonei ed avviati alla produzione in serie nel 1941.
La versione H8K2, con motori più potenti e maggior capacità di combustibile, ebbe un pesante armamento difensivo che la rendeva un avversario ostico e che conquistò un profondo rispetto.. Questa versione definitiva, in 112 esemplari, fu realizzata anche una versione da trasporto, la H8K2-L conosciuta anche come Seiku (晴空? , Cielo limpido), in grado di trasportare di 62 soldati e nella quale, per aumentare la capacità di carico, vennero eliminate le postazioni difensive laterali, ventrale e la torretta dorsale, ed eliminati i serbatoi di carburante interni che determinò una minore autonomia.

### Impiego operativo
L'H8K fu consegnato ai reparti nel 1941 e utilizzato per la prima volta durante l'Operazione K, nella notte tra il 3 ed il 4 marzo 1942 con due esemplari diretti a Pearl Harbor in una missione di bombardamento. In quell'occasione, dato che l'obbiettivo era al di fuori del raggio d'azione, vennero riforniti, previo ammaraggio nell'atollo French Frigate Shoals, da un sottomarino della Marina imperiale. I due velivoli  raggiunsero Pearl Harbor, ma per la scarsa visibilità il bombardamento non causò danni significativi.
Gli H8K2, in versione migliorata, furono utilizzati in missioni di pattugliamento marittimo a lungo raggio, ricognizione, bombardamento e trasporto tattico durante la Guerra del Pacifico.

## Versioni
H8K1 Prototipo
3 esemplari realizzati, un prototipo sperimentale e due a scopo dimostrativo
H8K1 (Tipo 2, Modello 11)
primo modello di serie realizzato in 14 esemplari
H8K1-L
ridesignazione del primo prototipo successivamente convertito in idrovolante da trasporto
H8K2 (Modello 12)
versione migliorata, dotata di motori più potenti, un armamento più pesante ed equipaggiato con un radar di ricerca. Realizzato in 120 esemplari.
H8K2-L Seiku ("cielo limpido"), (Modello 32)
versione da trasporto del H8K1, sia armata, dotata di due cannoni Type 99 calibro 20 mm, che disarmata. La capacità di carico era di 29-64 passeggeri
H8K3 (Modello 22)
modello sperimentale basato sul H8K2, pensato per migliorarlo aerodinamicamente. Si differenziava per l'adozione di un sistema retrattile dei due galleggiati stabilizzatori subalari, di sistemi a scorrimento in sostituzione delle originali bolle per le mitragliatrici laterali e di una torretta dorsale retrattile. Realizzato in 2 esemplari.
H8K4 (Modello 23)
versione modificata del H8K3 dotata di diversi motori, 2 esemplari convertiti dal H8K3.

## Utilizzatori
Giappone
- Dai-Nippon Teikoku Kaigun Kōkū Hombu